# Jean de Lauzon (fils)
Jean de Lauzon ou Jean de Lauson, surnommé le fils, né dans les années 1620 et mort le 22 juin 1661, est un grand sénéchal de la Nouvelle-France.

## Biographie
Jean de Lauson fils est l'un des enfants de Jean de Lauzon (père), gouverneur de la Nouvelle-France, et de Marie Gaudart (1598-1643). Il quitta les armes dans lesquelles il exerçait au sein des régiments de Navarre et de Picardie. Il embarqua de France avec son frère, Louis et leur père à destination de Québec, ville portuaire dans laquelle ils débarquèrent le 13 octobre 1651. 
Dès le 19 octobre 1651, son père le nomma grand sénéchal de la Nouvelle-France, charge qu'il assuma jusqu'au 22 juin 1661.
Dix jours plus tard, il épousa le 13 octobre 1651, Anne Després. Ils eurent six enfants.
Son père lui attribua plusieurs concessions dans le domaine de la seigneurie de Lauzon.
En tant que gouverneur de la Nouvelle-France, son père réorganisa le système judiciaire pratiqué en Nouvelle-France. Jusque-là, la justice civile et criminelle était administrée au château Saint-Louis. Jean de Lauson, père, créa donc une sénéchaussée sur le modèle de celles des provinces de France. Il plaça son fils Jean à la tête de celle-ci en le nommant grand sénéchal.
En tant qu'ancien militaire, Jean de Lauzon, fils, fit une tournée d'inspection dans les armées postées à Trois-Rivières. Il participa à la défense de la ville, lors de l'attaque des Iroquois le 19 août 1652 au cours de laquelle, le gouverneur de Trois-Rivières, Guillaume Guillemot fut tué.
Le 22 juin 1661, Jean de Lauzon fut tué lors d'une attaque iroquoise. Son frère, Charles de Lauzon de Charney, dut prendre la tutelle de ses enfants mineurs et hérita de la seigneurie de Lauson, qui faisait partie des biens de la succession. Anne Després, devenue veuve, se remaria avec Claude de Bermen de La Martinière, procureur général et lieutenant général de la Prévôté de Québec.